# غوردون براون (لاعب دوري الرغبي)
غوردون براون (بالإنجليزية: Gordon Brown)‏ هو لاعب دوري الرغبي بريطاني، ولد في 1930 في ليدز في المملكة المتحدة.